# Kasteel Gellenberg

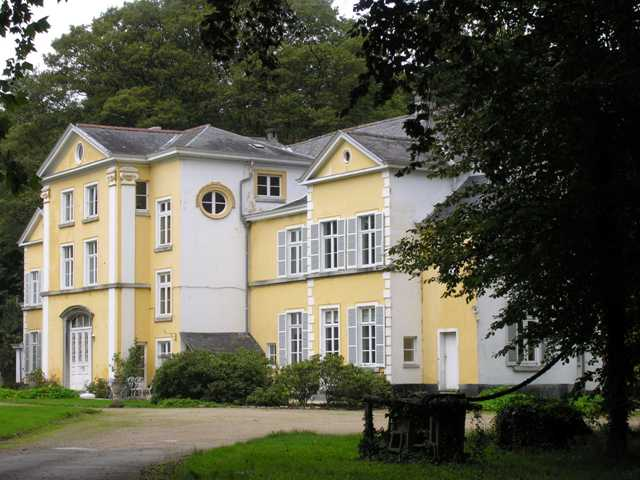
Kasteel Gellenberg

Het Kasteel Gellenberg is een kasteel in de Vlaams-Brabantse plaats Lubbeek, gelegen aan Gellenberg 93-97 en 93A.

## Geschiedenis
In de 14e-15e eeuw was dit 't Hoff ten Berghe, door de Hertog in leen gegeven aan de familie Van der Hofstadt. Vervolgens kwam het aan het Oratorianenklooster te Leuven. In 1753 werd het goed, inmiddels den Guldenbergh of Gellenberg genaamd, door het klooster verkocht aan de familie Baelmans en was het een hoeve waarnaast een huys van plaisantie werd gebouwd. Na wisseling van diverse eigenaren kwam het in 1842 aan Isidore Nelis, hoogleraar en jurist, die rond 1850-1860 ook een middenpaviljoen met fronton liet bouwen. In 1907, toen het in bezit was van de Meurisse, werden nog twee hoekpaviljoens aangebouwd. Het hoofdgebouw, uit de 2e helft van de 18e eeuw, bleef daarbij nog goed bewaard.

## Park
Het park bezit een aantal zeldzame bomen en daarnaast een kruidflora met bosanemoon, kleine maagdenpalm, bosgierstgras, eenbloemig parelgras, poelruit, bolletjesvaren en groot koeienoog waarbij de laatste twee soorten wel als verwilderingen uit aanplant kunnen worden beschouwd.